# Svanviken-Lindbacke naturreservat
Svanviken-Lindbacke naturreservat är ett naturreservat i Nyköpings kommun 1,5  kilometer sydväst om tätorten. Området blev vid Lindbacke blev naturreservat 1963 i syfte  att bevara och vårda ett betydelsefullt område intill Nyköpings tätort så att dess natur och kulturvärden kan bestå och underhållas. Det utökades 1981 till att även omfatta området runt Svanviken.
Gravfält från järnåldern och stensättningar, med intilliggande boplatslämningar vittnar om att området varit bebott länge. Naturreservatet ingår i det Europeiska nätverket (Natura 2000) för värdefulla naturområden.

## Galleri

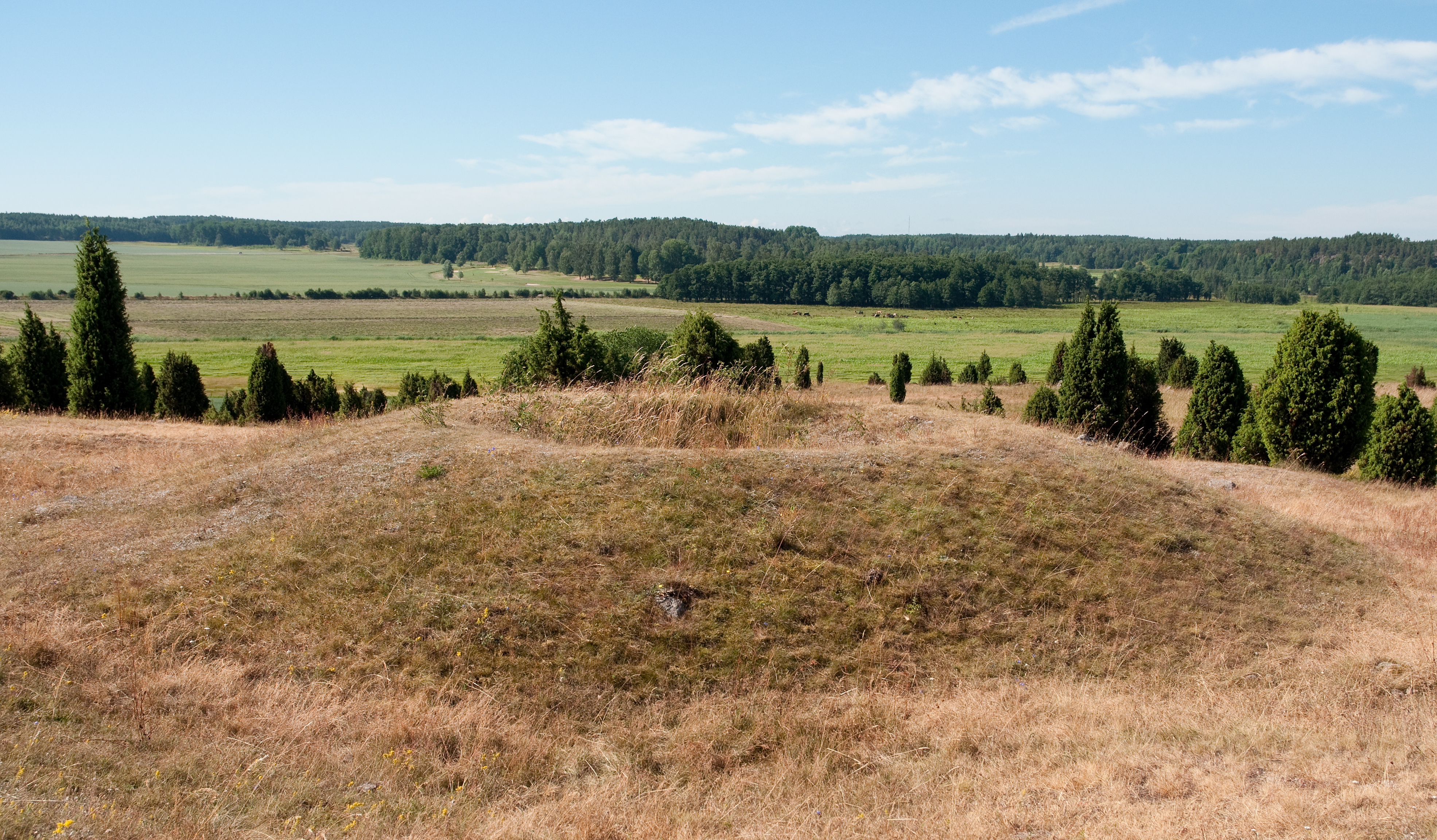
Gravkulle på Lindbacke.
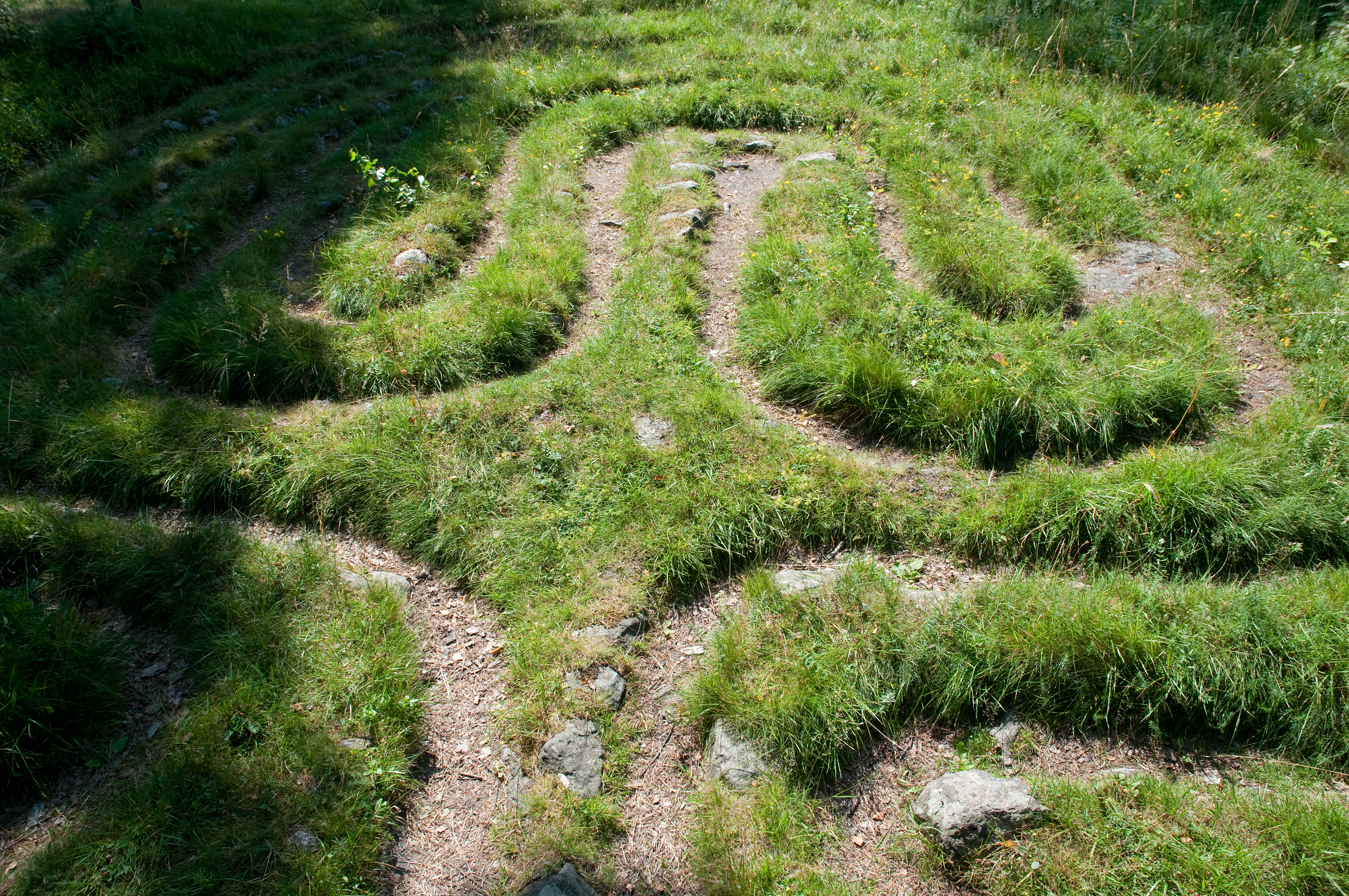
Labyrint av oklar ålder, kan vara samtida med gravfältet eller mer sentida.
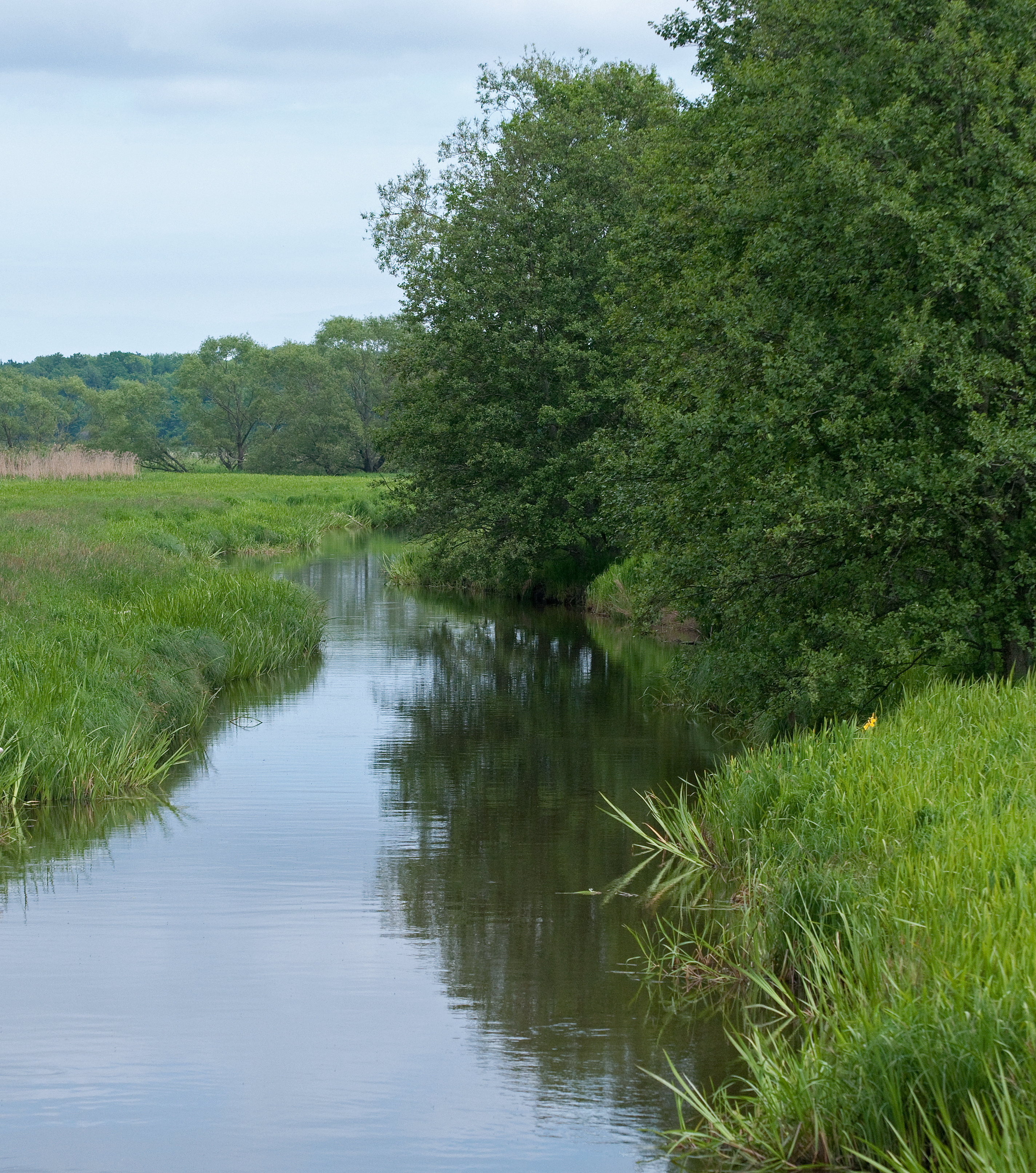
Kilaån vid Svanviken.
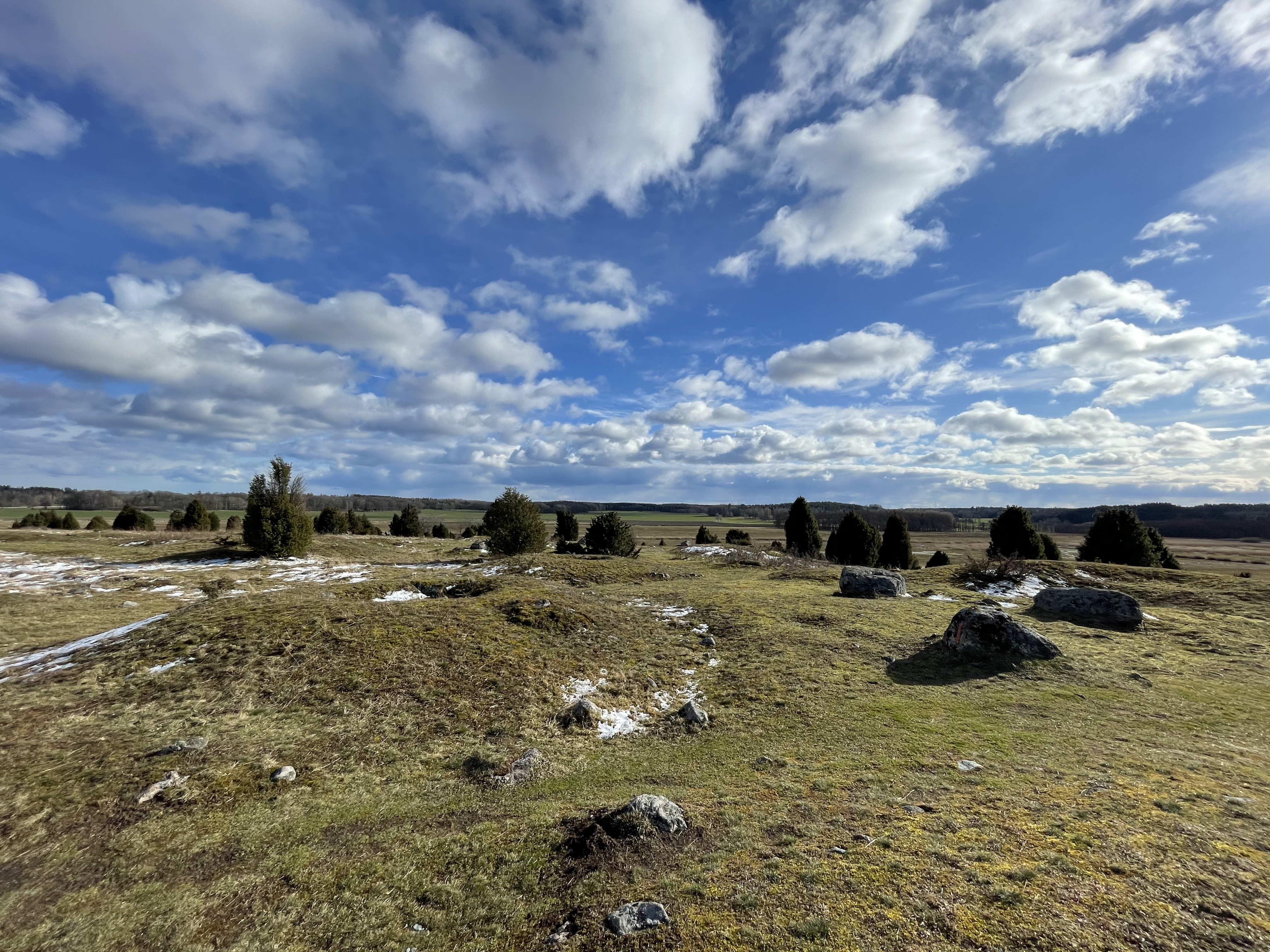
Vy mot Svanviken från Lindbacke.